# ’82–’85
’82–’85 – kompilacyjny album zespołu Republika, zawiera utwory z okresu 1982–1985. Album został wydany w 1993 roku. 20 lutego 2019 uzyskał status Złotej płyty.

## Lista utworów
1. „Kombinat” – 3:19
2. „Gadające głowy” – 4:20
3. „Układ sił” – 5:11
4. „Sexy Doll” – 3:59
5. „Telefony” – 4:21
6. „Biała flaga” – 4:53
7. „Zawsze ty (klatka)” – 5:01
8. „Tak długo czekam (ciało)” – 6:36
9. „Sam na linie” – 3:46
10. „Moja krew” – 4:16

Słowa i muzyka: Grzegorz Ciechowski z wyjątkiem „Układu sił” (muzyka: Sławomir Ciesielski, słowa: Grzegorz Ciechowski)

## Twórcy
- Grzegorz Ciechowski – śpiew, fortepian, flet, muzyka, teksty
- Zbigniew Krzywański – gitara elektryczna, śpiew
- Paweł Kuczyński – gitara basowa, śpiew
- Sławomir Ciesielski – perkusja, śpiew, muzyka w „Układ sił”

gościnnie
- Jan Błędowski – saksofon tenorowy w utworach „Sam na linie” i „Moja krew”

oraz
- Antoni Zdebiak – zdjęcia
- Alek Januszewski – projekt graficzny
- Krzysztof Koszewski – opracowanie graficzne